# Claude Williams
Claude Gabriel Williams (22 lutego 1908 w Muskogee, Oklahoma, zm. 25 kwietnia 2004 w Kansas City) – amerykański skrzypek jazzowy, noszący przydomek „Fiddler”.

## Życiorys
Początkowo grał na gitarze, wiolonczeli i mandolinie, spróbował gry na skrzypcach pod wpływem Joe Venutiego. Od 1928 związany z Kansas City, gdzie grał w orkiestrze Andy’ego Kirka. W latach 30. występował wspólnie z wieloma wybitnymi osobowościami jazzu, m.in. Countem Basie i Alphonso Trentem; obserwował także początki kariery muzycznej Charliego Parkera.
W połowie lat 30. na krótko wyjechał z Kansas City do Nowego Jorku, by nagrywać razem z bandem Counta Basiego, ale ostatecznie został zwolniony; w 1940 przeniósł się do Michigan, występował w Nowym Jorku, Chicago i Los Angeles. Ponownie w Kansas City od 1952.
Podczas II wojny światowej krótki czas spędził w rezerwach marynarki, został zwolniony ze względu na stan zdrowia (problemy z zatokami).
Kontynuował działalność artystyczną (głównie koncertową) w kolejnych latach, zyskując duże uznanie w USA w podeszłym wieku. W 1988 występował na Broadwayu w rewii Black and Blue. Koncertował podczas inauguracji drugiej kadencji prezydenta Billa Clintona, odbył tournée po Australii. Wydał m.in. płyty Live at J’s (część 1. i 2.), King of Kansas City.
W połowie lat 90. regularnie koncertował w amerykańskich klubach jazzowych, m.in. razem z grupą weteranów jazzu Elder Statesmen of Jazz (wśród nich byli Al Grey, Harry Edison, Jane Jarvis, Benny Watres, Rick Fay, Louie Bellson). Jako pierwszy jazzman trafił do Oklahoma Music Hall of Fame.
Jego aktywność koncertową ograniczył poważny wypadek samochodowy w 2000; wkrótce także okryto u niego początki choroby Alzheimera. Mimo to występował jeszcze sporadycznie, po raz ostatni w grudniu 2003.